# Confederation Square

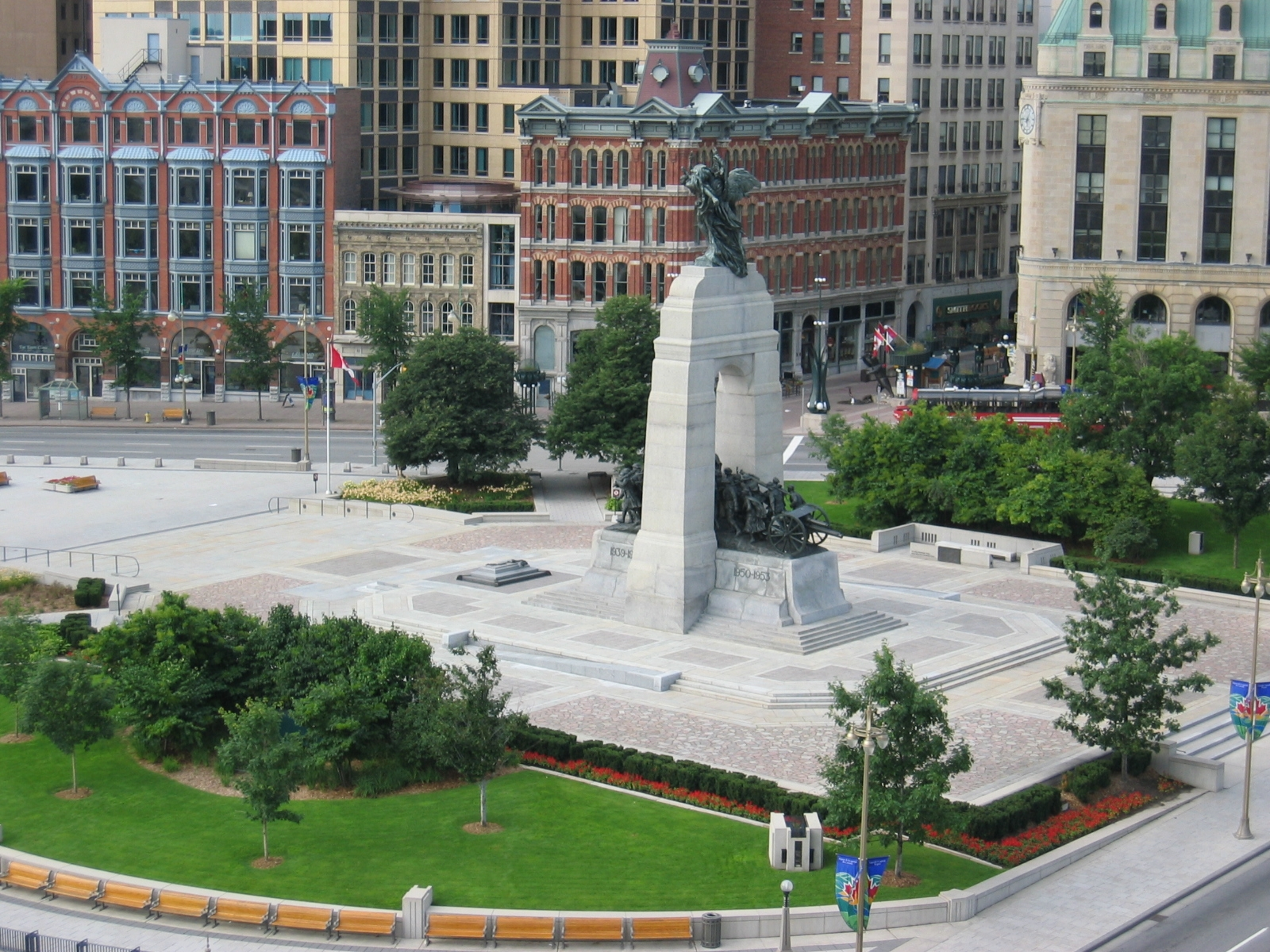
Confederation Square desde el noreste

Confederation Square (del francés: Place de la Confédération), en español: plaza de la Confederación es una plaza situada en Ottawa, Ontario, Canadá, considerada el segundo centro de ceremonias más importante de la capital de Canadá, tras Parliament Hill. De forma aproximadamente triangular, con el Memorial Nacional de Guerra de Canadá en el centro y el Memorial de los Valientes en su periferia, la plaza está rodeada por Wellington Street al norte y ramas de Elgin Street al este y al oeste.
La plaza fue designada Lugar Histórico Nacional de Canadá en 1984. La importancia de Confederation Square no se debe solo a su ubicación central en Ottawa y su condición como un ejemplo poco frecuente de plaza canadiense inspirada en el City Beautiful Movement, sino que también se debe a los monumentos que rodean la plaza: el Château Laurier, el Government Conference Centre, el Centro Nacional de Arte, las Central Chambers, las Scottish-Ontario Chambers, la Oficina Central de Correos, el Langevin Block y el East Block. Parte de la plaza cruza el Canal Rideau, un Lugar Histórico Nacional de Canadá y Patrimonio de la Humanidad.

## Historia

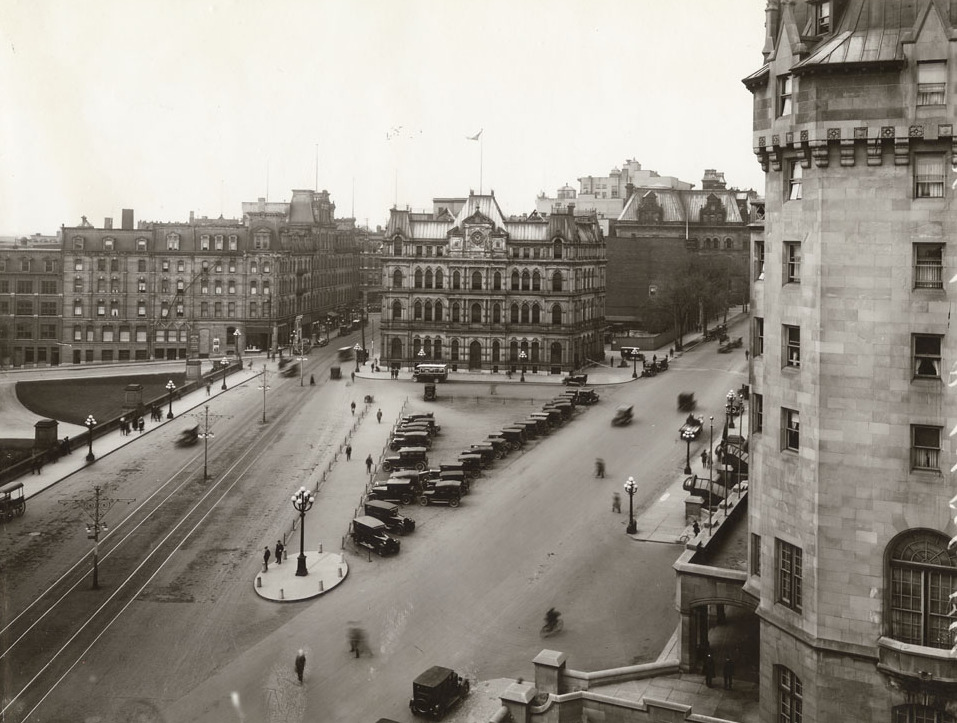
La Oficina Central de Correos 1876-1938

Una plaza triangular se situaba antiguamente en la ubicación de la actual Confederation Square, que se llamaba originalmente en honor al Gobernador General Connaught. Hasta 1910, el actual Plaza Bridge sobre el Canal Rideau consistía en dos puentes distintos que se sustituyeron en ese año por un único puente bajo el cual pasaría el tráfico ferroviario de la nueva Union Station más allá del Château Laurier (también nuevo). Estas obras se finalizaron en diciembre de 1912 y la plaza se nombró "Connaught Place" el 24 de marzo de 1913.
Dos primeros ministros había promovido el embellecimiento de la capital, Wilfrid Laurier entre 1896 y 1911 y William Lyon Mackenzie King, cuyo primer mandato comenzó en 1921. En 1927, se creó una comisión para mejoras llamada Comisión del Distrito Federal a partir de un esfuerzo anterior llamado Comisión de Mejora de Ottawa. King invitó al arquitecto francés Jacques Gréber para que ayudara con el diseño de una plaza que incuiría un memorial de guerra.

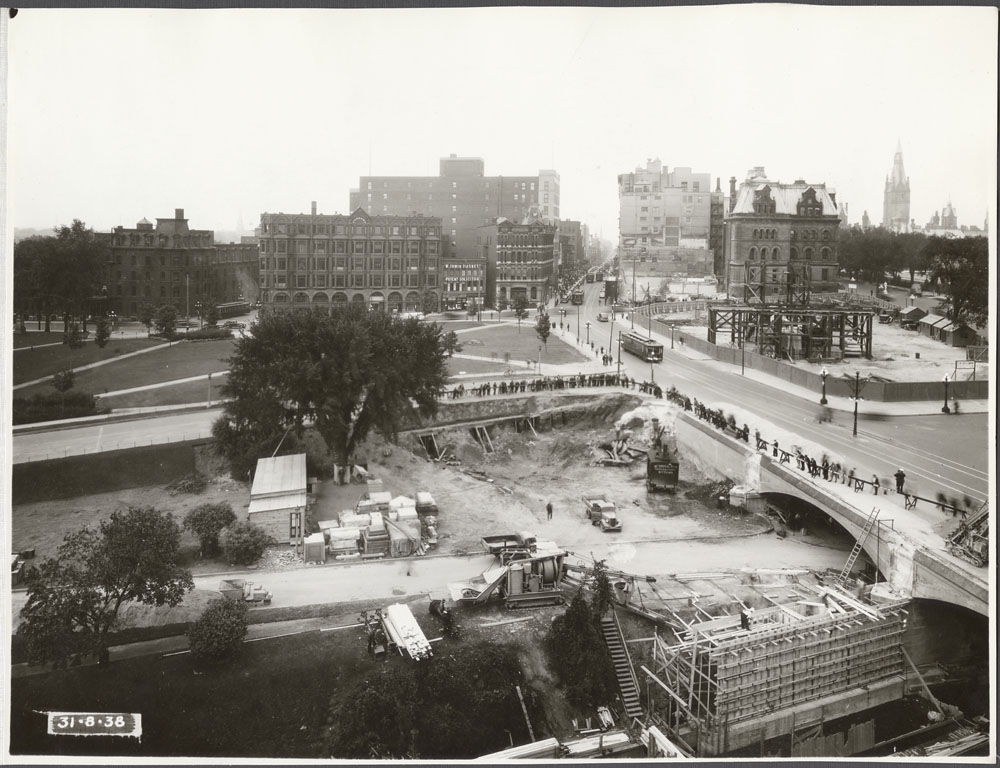
El 31 de agosto de 1938

En aquel tiempo, la zona tenía cinco estructuras notables, la mayoría de las cuales han estado en pie desde hace décadas. La antigua oficina de correos se situaba donde está en la actualidad el memorial de guerra, el hotel Russell House se situaba en el lado sudeste de Sparks y Elgin, el Russell Theatre (al lado del hotel) estaba en la esquina de Queen y Elgin, el antiguo Ayuntamiento estaba en el lado este de Elgin, entre Queen y Albert, y la Iglesia Presbiteriana Knox  en Elgin y Albert, donde en la actualidad se sitúa el Centro Nacional de Arte.
King tenía planes de ensanchar Elgin Street en 1927, con la esperanza de dar énfasis al Parliament Hill. El hotel fue destruido por el fuego el 14 de abril de 1928. El Russell Theatre, que se incendió en aquel año fue expropiado y demolido para realizar este proyecto. La Comisión del Distrito Federal expropió posteriormente la parcela del hotel. La iglesia fue expropiada el 20 de noviembre de 1930. El Ayuntamiento se incendió el 31 de marzo de 1931.

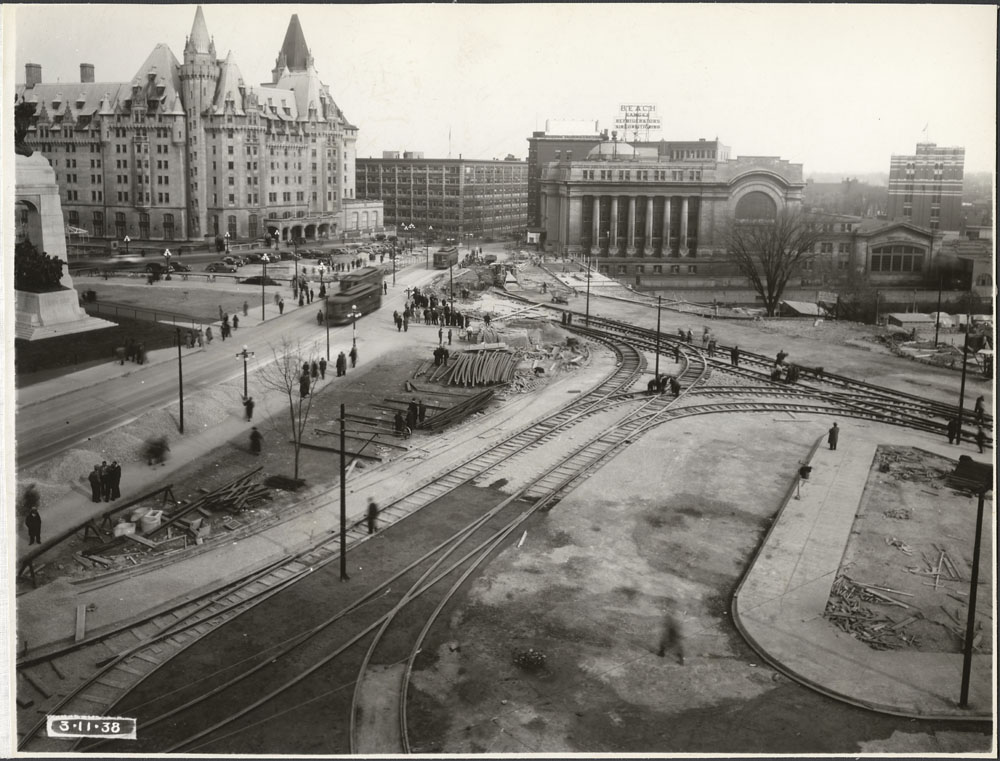
3 de noviembre de 1938

En 1937, Greber visitó Ottawa pero discrepó de King en la ubicación del memorial de guerra, por temor a problemas de tráfico.
La antigua Oficina de Correos Central de Ottawa se había construido en 1876. Fue demolida en mayo y junio de 1938, para construir la plaza.

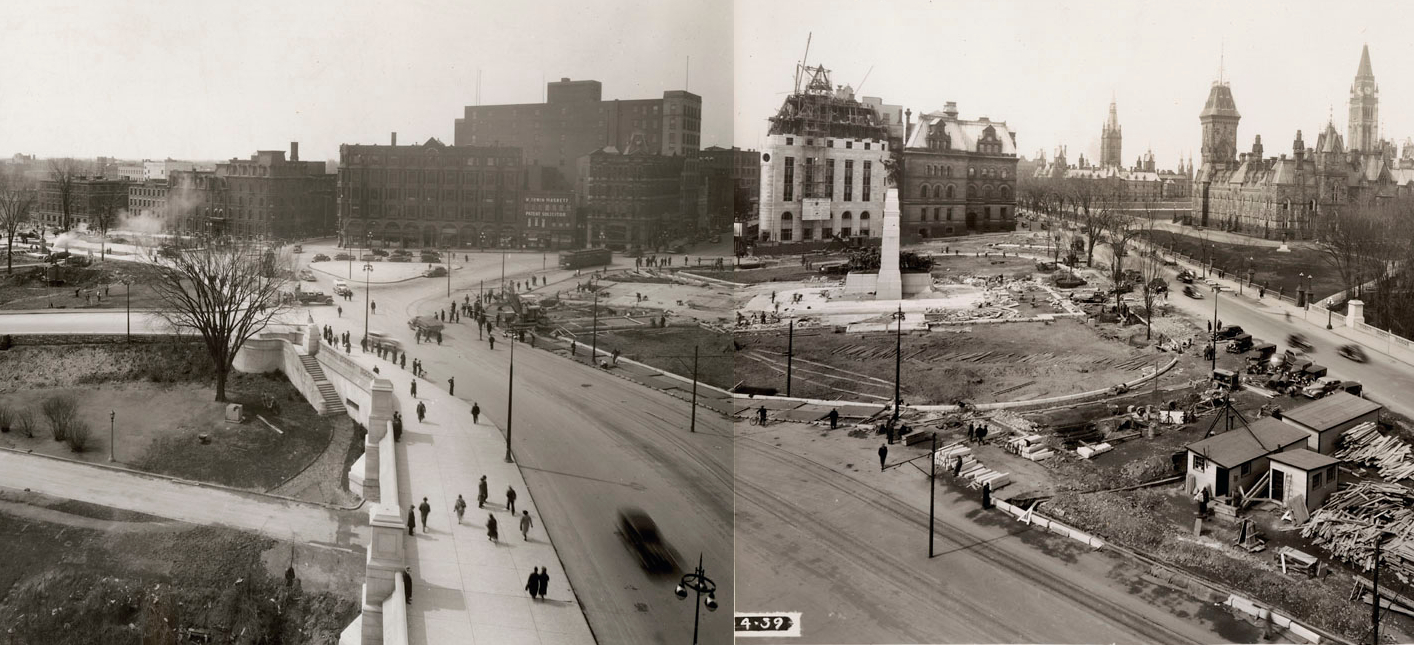
28 de abril de 1939

La Iglesia Presbiteriana Knox también se demolió en junio de 1938. El edificio del Royal Bank of Canada (antiguamente James Hope and Company) en la esquina noroeste de Elgin y Sparks había sido eliminado (para la nueva Oficina de Correos). En octubre, se erigió el memorial de guerra y se ensanchó el Plaza Bridge. Se estaba trabajando en la construcción de la nueva Oficina Central de Correos. Elgin Street se ensanchó en abril de 1939. y Confederation Square continuó siendo ajardinada mientras se completaba la oficina de correos. En aquel momento, la plaza se renombró Confederation Square por el Memorial Nacional de Guerra. No sería hasta junio de 1969 cuando se abrió el Centro Nacional de Arte. En mayo de 1939, el Rey Jorge VI visitó Ottawa y desveló formalmente el nuevo Memorial de Guerra.